# Premi Rei d'Espanya d'Economia
El Premi Rei d'Espanya d'Economia és un reconeixement a la trajectòria científica de personalitats espanyoles o llatinoamericanes en l'àmbit de l'economia. Va ser instituït en 1986 per la Fundació José Celma Prieto i s'atorga de forma biennal. El president del jurat és el governador del Banc d'Espanya.
És el premi de recerca en economia més reconegut a Espanya i Amèrica Llatina.

## Guardonats
La llista d'economistes guardonats és la següent:
| Any  | Guardonat                          | Lloc de naixement | Alma mater                           |
| ---- | ---------------------------------- | ----------------- | ------------------------------------ |
| 1986 | Luis Ángel Rojo Duque              | Espanya           | Universitat Complutense de Madrid    |
| 1988 | Andreu Mas-Colell                  | Catalunya         | Universitat de Minnesota             |
| 1990 | Julio Segura Sánchez               | Espanya           | Universitat Complutense de Madrid    |
| 1992 | Miguel Mancera Aguayo              | Mèxic             | Universitat Yale                     |
| 1994 | Gabriel Tortella Casares           | Espanya           | Universitat de Wisconsin             |
| 1996 | Salvador Barberà Sandez            | Catalunya         | Universitat Northwestern             |
| 1998 | Enrique Fuentes Quintana           | Espanya           | Universitat Complutense de Madrid    |
| 2000 | Guillermo Calvo                    | Argentina         | Universitat Yale                     |
| 2002 | Juan Velarde Fuertes               | Espanya           | Universitat Complutense de Madrid    |
| 2004 | Xavier Sala i Martín               | Catalunya         | Universitat Harvard                  |
| 2006 | Gonzalo Anes Álvarez de Castrillón | Espanya           | Universitat Complutense de Madrid    |
| 2008 | Joaquim Muns i Albuixech           | Catalunya         | Universitat de Barcelona             |
| 2010 | Pedro Schwartz Girón               | Espanya           | London School of Economics           |
| 2012 | Jaime Terceiro Lomba               | Espanya           | Universitat Autònoma de Madrid       |
| 2014 | Agustín Maravall Herrero           | Espanya           | Universitat de Wisconsin             |
| 2016 | José Luis García Delgado           | Espanya           | Universitat Complutense de Madrid    |
| 2018 | Carmen Reinhart                    | Estats Units      | Universitat Internacional de Florida |
| 2020 | Manuel Arellano                    | Espanya           | Universitat de Barcelona             |
| 2022 | Agustín Carstens                   | Mèxic             | Universitat de Chicago               |